# ميان راه (مقاطعة غيلانغرب)
ميان‌راه (بالفارسية: میان‌راه) هي قرية تقع في قسم ويجنان الريفي في إيران. يقدر عدد سكانها بـ 37 نسمة بحسب إحصاء 2016.